# Kulgam (Distrikt)
Kulgam ist ein Distrikt im indischen Unionsterritorium Jammu und Kashmir.
Der Distrikt wurde am 2. April 2007 aus dem Distrikt Anantnag herausgelöst. Er liegt im südwestlichen Teil des Kaschmirtals westlich der Stadt Anantnag. Der Veshav, ein linker Nebenfluss des Jhelam, entwässert die Nordflanke des Pir Panjal und durchquert den Distrikt. Der Verwaltungssitz des Distrikts ist die Stadt Kulgam.

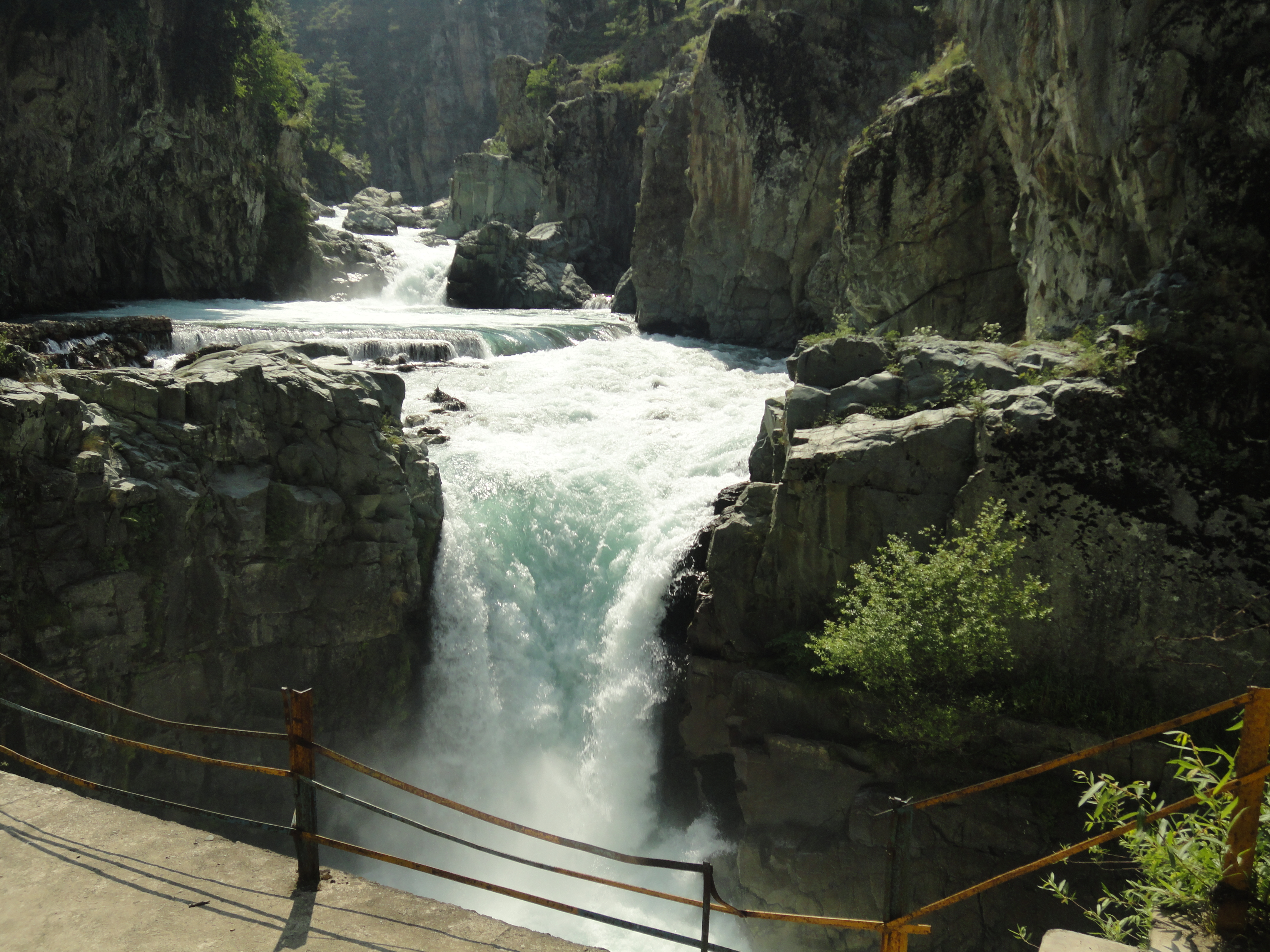
Aharbal-Wasserfall

## Bevölkerung
Nach der Volkszählung von 2011 hatte der Distrikt 424.483 Einwohner. Damit liegt er auf Rang 554 von 640 Distrikten in Indien. Die Bevölkerungsdichte betrug 1035 Einwohner pro Quadratkilometer. Der Bevölkerungszuwachs von 2001 bis 2011 betrug 7,73 %. Die Geschlechterverteilung des Distrikts waren 951 Frauen auf 1000 Männer. Die Alphabetisierungsrate betrug 59,23 %.